# Itauguá
Itauguá è una città del Paraguay, situata nel dipartimento Central; la città dista 29 km dalla capitale del paese, Asunción e forma uno dei 19 distretti in cui è diviso il dipartimento.

## Popolazione

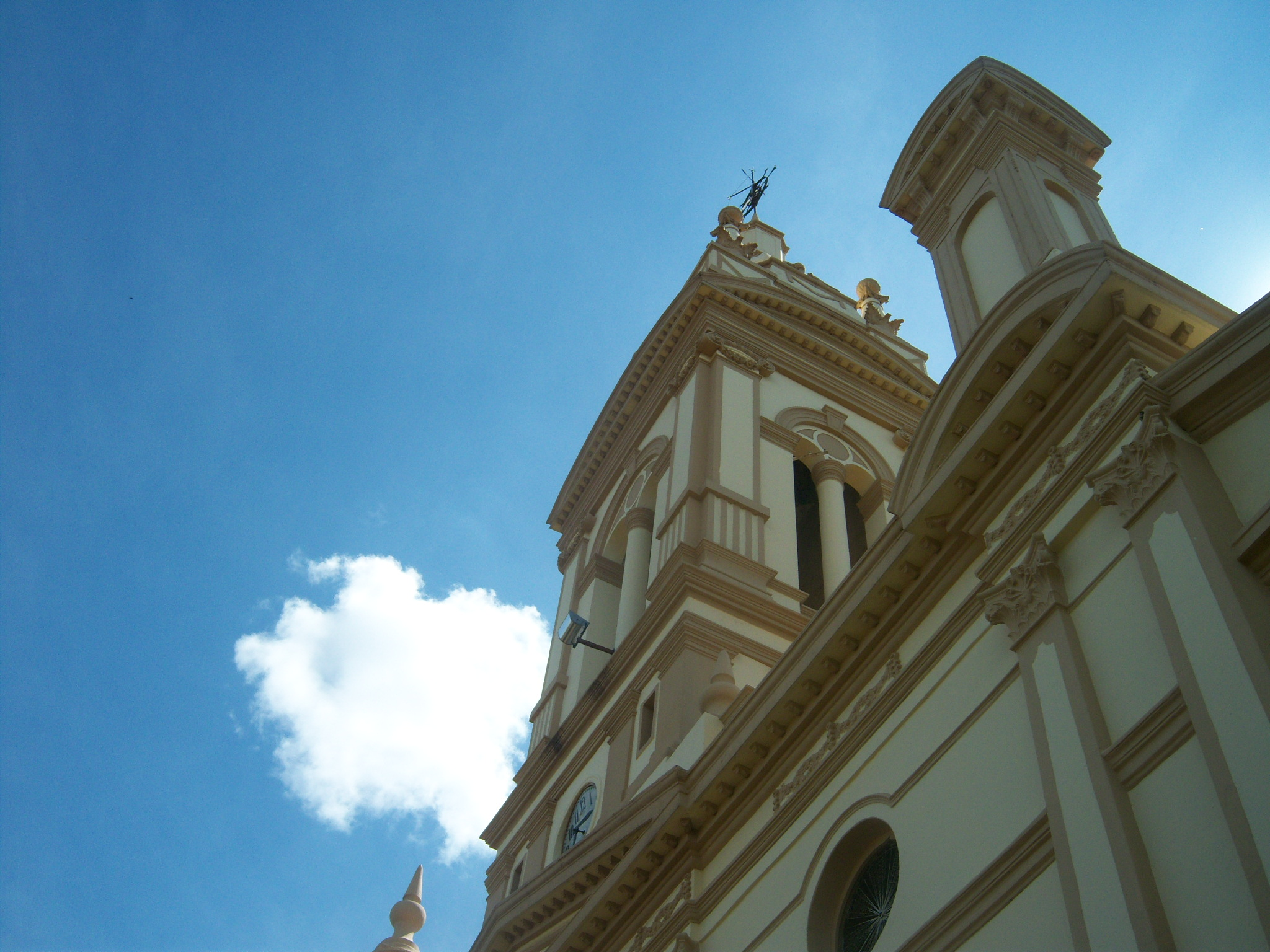
Chiesa della Vergine del Rosario

Al censimento del 2002 Itauguá contava una popolazione urbana di 45.577 abitanti (60.601 nel distretto), secondo i dati della Dirección General de Estadística, Encuestas y Censos.

## Origine del nome
Il nome della città in guaraní significa “angolo di pietra”.

## Storia
La città è stata fondata nel 1728 dal governatore Martín de Barúa. La costruzione della sua chiesa iniziò nel 1886; l'edificio fu inaugurato nel 1908 e ristrutturato nel 1962.

## Economia
L'attività che più caratterizza Itauguá è la produzione e la vendita dei ñandutí, caratteristici merletti paraguaiani con i quali si realizzano parti di abiti, ornamenti sacri, centrini e altri articoli decorativi. Il ñandutí è oggi considerato un prodotto imprenditoriale con il quale è facile conquistare il mercato internazionale.

## Arte e cultura
La città festeggia ogni anno alla fine di novembre il Festival Nacional del Ñandutí, un'importante rassegna musicale del paese.